# Meiothecium congolense
Meiothecium congolense är en bladmossart som beskrevs av Hugh Neville Dixon 1929. Meiothecium congolense ingår i släktet Meiothecium och familjen Sematophyllaceae. Inga underarter finns listade i Catalogue of Life.